# Письем
Письем — река в Мурманской области России. Протекает по территории городского округа город Оленегорск с подведомственной территорией, а также по территориям Кольского и Ловозерского районов. Впадает в озеро Пермусозеро.
Длина реки составляет 40 км. Площадь бассейна — 355 км².
Берёт начало на северном склоне горы Раматуайвенч в безымянном озере на высоте около 370 метров над уровнем моря. Протекает по лесной, местами болотистой местности. Порожиста. Проходит озёра Нижний Ленъявр и Большое Окунье. В 8,5 км от устья, по левому берегу реки впадает река Сыройок. Впадает в Пермусозеро на высоте 141,5 м над уровнем моря. Населённых пунктов на реке нет. Через реку перекинуто несколько деревянных мостов.

## Данные водного реестра
По данным государственного водного реестра России относится к Баренцево-Беломорскому бассейновому округу, водохозяйственный участок реки — река Нива, включая озеро Имандра. Речной бассейн реки — бассейны рек Кольского полуострова и Карелии.
Код объекта в государственном водном реестре — 02020000312101000010331.